# 낙화 (드라마)
《낙화》는 1984년 5월 6일에 MBC TV에서 방영되었던 베스트셀러극장이다.

## 줄거리
돈벌이에 뛰어든 어느 아내의 갈등&고초
무능하고 인순고식한 남편(한인수)을 둔 순박한 아내(지윤성)가 가난의 굴레에 허덕이다가 그 굴레를 벗어나기 위해 억척스럽게 여러 일을 하면서 돈을 벌기 시작한다.
이렇게 결심하기까지의 심경이 변화하는 과정, 여자로서 돈을 벌어가는 모습, 어지간히 돈을 벌었을 때 이미 변해 있는 자신의 모습 그리고 남편하고 자식들까지 자신의 현재 모습을 이해해주지 않는 거리감 등이 묘사된다.

## 출연
- 지윤성
- 한인수
- 이금복
- 한영숙
- 강인덕
- 김호영
- 박영지
- 김지영
- 이계인
- 이숙
- 정한헌
- 차윤회
- 김영두
- 김정하
- 김연자
- 홍민우
- 이상숙
- 이경호
- 강석란
- 정현옥(아역)
- 김기웅(아역)